# Marcel Anthonioz
Marcel Louis Julien Anthonioz (* 26. April 1911 in Divonne-les-Bains, Département Ain; † 31. August 1976 ebenda) war ein französischer Politiker des Nationalen Zentrums der Unabhängigen und Bauern CNIP (Centre national des indépendants et paysans) und später der Unabhängigen Republikaner RI (Républicains indépendants), der unter anderem zwischen 1951 und 1969 Mitglied der Nationalversammlung (Assemblée nationale) sowie im Kabinett Chaban-Delmas von 1969 bis 1972 Staatssekretär für Tourismus im Ministerium für Ausrüstung und Wohnungsbau war. Er war von 1973 bis zu seinem Tode 1976 abermals Mitglied der Nationalversammlung.

## Leben
Marcel Louis Julien Anthonioz wurde nach dem Tode seines Vaters, eines Kleinunternehmers, bereits als Zweijähriger Halbwaise und wuchs bei seiner Mutter Hélène Hutin auf, die in Divonne-les-Bains das geerbte Hôtel de la Résidence leitete. Er besuchte die École nationale professionnelle hôtelière in Voiron, die er 1930 mit einem Diplom beendete. Nach einem Ausbildungsabschnitt im Vereinigten Königreich und der Ableistung des Militärdienstes begann er 1932 seine berufliche Laufbahn im Hotel seiner Mutter. Während der Deutschen Besetzung Frankreichs im Zweiten Weltkrieg begann er sich ab dem Winter 1942 in der Widerstandsbewegung Résistance zu engagieren. Nach Ende des Zweiten Weltkrieges wurde er am 18. Mai 1945 Bürgermeister von Divonne-les-Bains und bekleidete dieses Amt mehr als 31 Jahre lang bis zu seinem Tode am 31. August 1976. Er wurde ferner am 23. September 1945 zudem zum Mitglied des Generalrates des Départements Ain gewählt und vertrat dort bis zum 31. August 1976 den Kanton Gex. 1948 erwarb er das Château de Divonne und baute dieses zu einem Luxushotel aus. 
Bei der Wahl am 5. Juli 1951 wurde Anthonioz für den Wahlkreis Ain erstmals zum Mitglied der Nationalversammlung (Assemblée nationale) und vertrat dort zunächst Unabhängigen Republikaner RI (Républicains indépendants) sowie nach seiner Wiederwahl am 2. Januar 1956 die Soziale Aktion der Unabhängigen und Bauern IPAS (Indépendants et paysans d’action sociale). Bei Gründung der Fünften Republik wurde er bei der Wahl am 30. November 1958 wurde er für die IPAS im zweiten Wahlkreis von Ain erneut zum Mitglied der Nationalversammlung gewählt und gehörte dieser nach seinen Wiederwahlen am 25. November 1962, am 12. März 1967 und am 23. Juni 1968 vom 9. Dezember 1958 bis zum 22. Juli 1969 an, wobei er seit 1962 wieder die Républicains indépendants vertrat. Während dieser Zeit fungierte er zwischen dem 4. April 1967 und dem 22. Juni 1969 erstmals als Vizepräsident der Nationalversammlung und war damit einer der Stellvertreter des Präsidenten der Nationalversammlung, Jacques Chaban-Delmas.
Am 22. Juni 1969 wurde Marcel Anthonioz als Staatssekretär für Tourismus im Ministerium für Ausrüstung und Wohnungsbau (Secrétaire d’État chargé du Tourisme auprès du ministre de l’équipement et du logement) in das Kabinett Chaban-Delmas berufen und bekleidete dieses Amt als einer der engsten Mitarbeiter des Ministers für Ausrüstung und Wohnungsbau Albin Chalandon bis zum 5. Juli 1972.
Als Nachfolger von Michel Carrier wurde Anthonioz bei der Wahl am 11. März 1973 für die Unabhängigen Republikaner im zweiten Wahlkreis von Ain erneut zum Mitglied der Nationalversammlung gewählt und gehörte dieser bis zu seinem Tode am 31. August 1976 an, woraufhin abermals Michel Carrier ihn ablöste. Nach der Konstituierung der Nationalversammlung wurde er am 3. April 1973 erneut Vizepräsident der Nationalversammlung und war nunmehr bis zum 31. August 1976 einer der Stellvertreter des Präsidenten der Nationalversammlung, Edgar Faure.